# Grådraba
Grådraba (Draba incana) är en växtart i familjen korsblommiga växter.  